# Peter Trump
Pour les articles homonymes, voir Trump.
Peter Trump, né le 3 décembre 1950 à Frankenthal, est un joueur ouest-allemand de hockey sur gazon.

## Biographie
Peter Trump fait partie de l'équipe nationale ouest-allemande sacrée championne olympique aux Jeux d'été de 1972 à Munich.